# Chhota Imambara

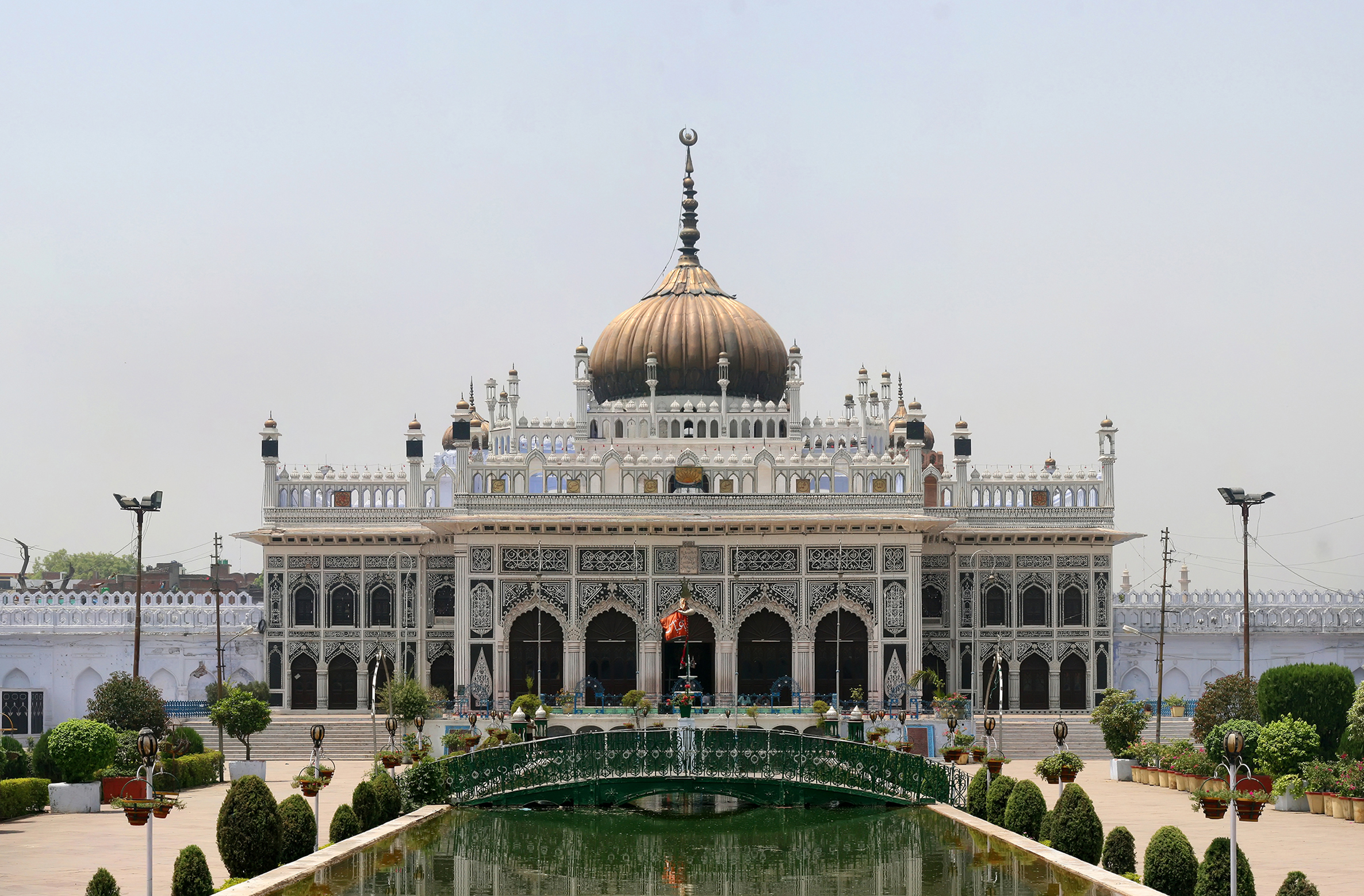
Chhota Imambara

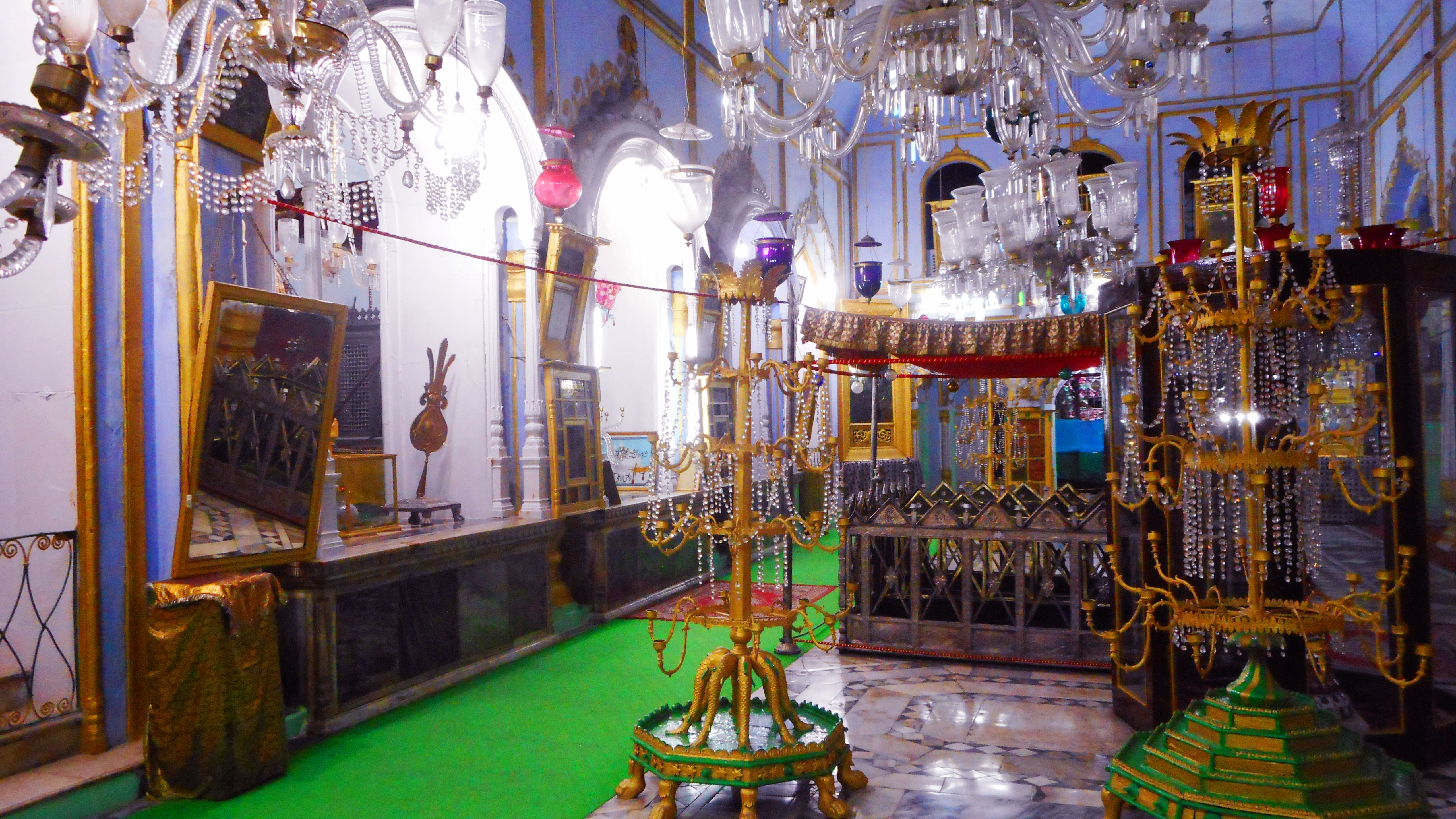
Innenraum

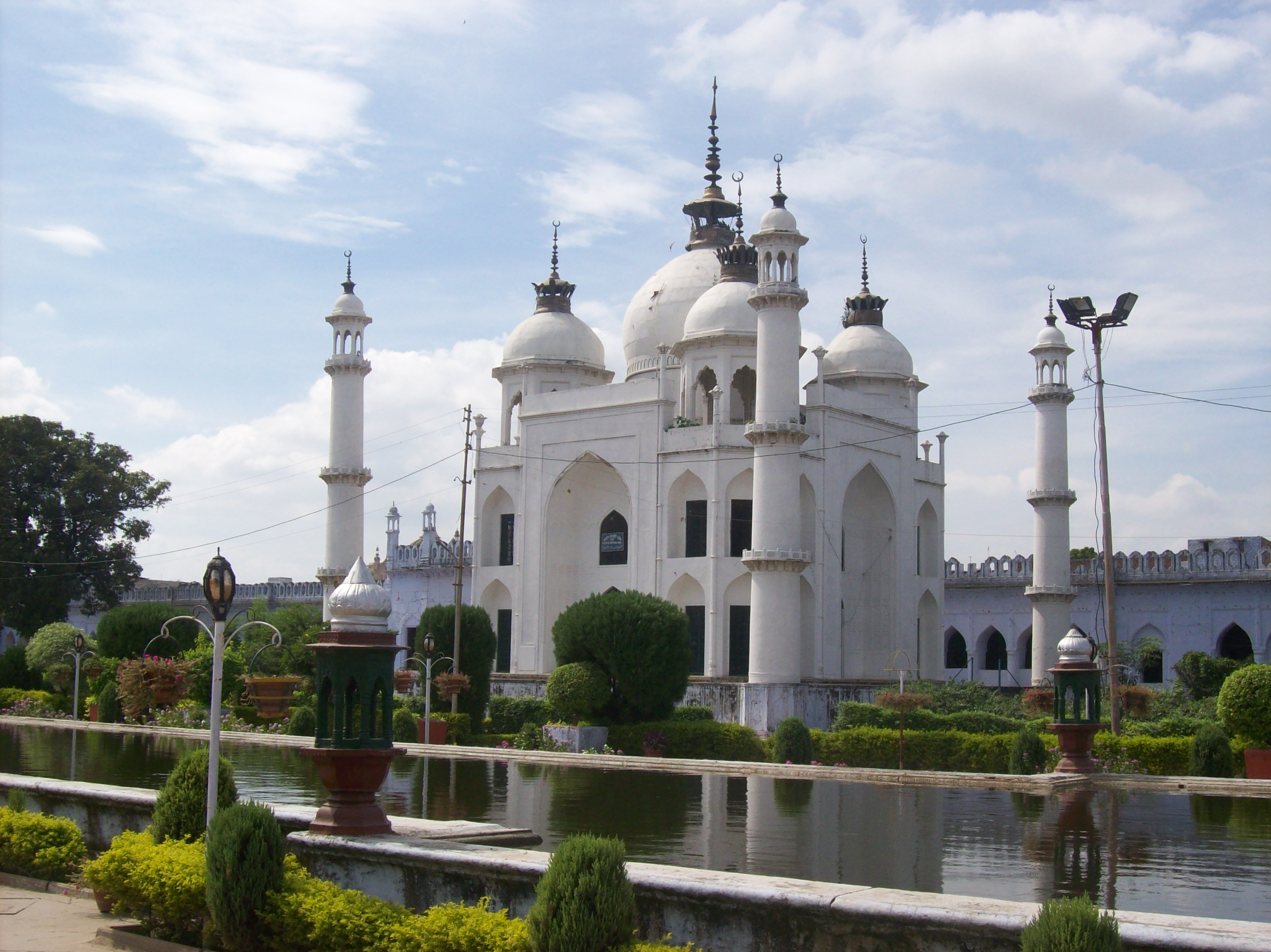
Seitlicher Kuppelbau

Chhota Imambara (Urdu چھوٹا امامباڑا, Hindi छोटा इमामबाड़ा; wörtlich „kleines Haus des Imams“) ist ein Mausoleum in Lucknow. Chhota Imambara ist aufgrund seiner festlichen Beleuchtung auch als Palast des Lichts bekannt. Anfangs als Hussainia im Jahr 1837 erbaut, sind dort der dritte Nawab von Awadh, Muhammad Ali Shah (gest. 1842), und seine Mutter beigesetzt.

## Lage
Der Gebäudekomplex liegt im nordwestlich des Stadtzentrums gelegenen Stadtteil Husainabad unweit des Bara-Imambara-Komplexes und anderer Bauten des 18. und 19. Jahrhunderts inmitten eines Char Bagh, eines für diese Region typischen persischen Gartens.

## Architektur
Die Bauten sind von einer Mauer umgeben. Vom imposanten Eingangstor führt ein gerader Weg entlang eines Wasserbecken zu dem von einer vergoldeten Kuppel bedeckten Hauptgebäude mit reich ornamentierter Fassade. Durch zahlreiche Spiegel, Kronleuchter, aufgehängte Laternen und anderen Kram wirkt das Innere überladen.
Ein entfernt an das Taj Mahal erinnernder weißgetünchter und von vier Minaretten umgebener Kuppelbau steht seitlich des Weges.